# Чикесо (Огайо)
Чикесо (англ. Chickasaw) — селище (англ. village) в США, в окрузі Мерсер штату Огайо. Населення — 358 осіб (2020).

## Географія
Чикесо розташоване за координатами 40°26′10″ пн. ш. 84°29′37″ зх. д. / 40.43611° пн. ш. 84.49361° зх. д. (40.436217, -84.493693).  За даними Бюро перепису населення США в 2010 році селище мало площу 0,61 км², з яких 0,61 км² — суходіл та 0,00 км² — водойми.

## Демографія
Згідно з переписом 2010 року, у селищі мешкало 290 осіб у 122 домогосподарствах у складі 80 родин. Густота населення становила 475 осіб/км².  Було 131 помешкання (215/км²).
Расовий склад населення:
| - 99,7 % — білих |

До двох чи більше рас належало 0,0 %. Частка іспаномовних становила 0,3 % від усіх жителів.
За віковим діапазоном населення розподілялося таким чином: 22,8 % — особи молодші 18 років, 57,5 % — особи у віці 18—64 років, 19,7 % — особи у віці 65 років та старші. Медіана віку мешканця становила 42,3 року. На 100 осіб жіночої статі у селищі припадало 98,6 чоловіків;  на 100 жінок у віці від 18 років та старших — 103,6 чоловіків також старших 18 років.
Середній дохід на одне домашнє господарство  становив 64 709 доларів США (медіана — 54 750), а середній дохід на одну сім'ю — 73 447 доларів (медіана — 66 250). За межею бідності перебувало 4,4 % осіб, у тому числі 6,4 % дітей у віці до 18 років та 2,6 % осіб у віці 65 років та старших.
Цивільне працевлаштоване населення становило 197 осіб. Основні галузі зайнятості: виробництво — 32,5 %, освіта, охорона здоров'я та соціальна допомога — 18,3 %, роздрібна торгівля — 11,7 %, мистецтво, розваги та відпочинок — 8,6 %.